# Jean-Pierre Hébert
Jean-Pierre Hébert, né à Calais le 24 juin 1939 et mort le 28 mars 2021 aux États-Unis, est un artiste visuel étasunien d'origine française.
Né à Calais, il grandit à Vence. Sa carrière d'informaticien l'amène à s'établir à Santa Barbara, en Californie. Dès le milieu des années 1970, il est un des pionniers de l'art numérique, mélangeant images programmées informatiquement, notamment à l'aide de ses propres logiciels, et techniques traditionnelles des arts plastiques. Parmi ses influences, il citait Anni Albers, artiste du Bauhaus dont il avait pour la première fois lu le nom dans une publication IBM.
Sa carrière a été saluée par le prix de la fondation Pollock-Krasner, le prix de la fondation David Bermant, et enfin, un prix ACM SIGGRAPH pour sa contribution à l'Histoire de l'art numérique. On trouve son travail dans de nombreuses collections
Il est à l'initiative de la création du groupe des Algoristes, en 1995.